# Decimus Aburius Bassus
Decimus Aburius Bassus war ein im 1. Jahrhundert n. Chr. lebender römischer Politiker.
Durch ein Militärdiplom, das auf den 5. September 85 datiert ist, ist belegt, dass Bassus 85 zusammen mit Quintus Iulius Balbus Suffektkonsul war.